# Mainbernheimer Ebene
Die Mainbernheimer Ebene ist eine kleinteilige naturräumliche Einheit (5. Ordnung) mit der Ordnungsnummer 137.00 auf dem Gebiet der unterfränkischen Gemeinden Großlangheim, Kitzingen, Kleinlangheim, Mainbernheim, Marktsteft, Rödelsee und Willanzheim.

## Lage
Die Mainbernheimer Ebene (137.00) bildet eine Untereinheit innerhalb der Haupteinheit Kitzinger Mainebene (137.0). Sie ist Teil des Steigerwaldvorlandes (137) und damit ein Naturraum in der Haupteinheitengruppe der Mainfränkischen Platten. Das Areal wird im Norden vom Albertshofener Flugsandgebiet (137.01) begrenzt, das ebenfalls zum Steigerwaldvorland gerechnet wird. Im gesamten Osten ragt das Schwanbergvorland (137.11) in den Naturraum hinein, hier steigt die Landschaft bereits um den namensgebenden Schwanberg in Richtung des Steigerwalds an. Südöstlich schließt sich die Hellmitzheimer Bucht (137.10) an. Mit dem Ifftalbereich (130.01) beginnen im Süden die höhergelegenen Gäuflächen. Der gesamte Westen wird von den Naturräumen des Mittleren Maintals, vor allem dem Kitzinger Maintal (133.05) beherrscht.
Der Naturraum liegt relativ zentral im Gebiet des unterfränkischen Landkreises Kitzingen. Im Norden begrenzen die Orte Klein- bzw. Großlangheim den Naturraum. Hier beginnt, etwas weiter südwestlich, auch das dicht besiedelte Gebiet um Kitzingen mit dem Flugplatz Kitzingen und mehreren Gewerbegebieten. Südlich davon liegt Mainbernheim, das dem Raum den Namen gibt. Die Bahnstrecke Fürth–Würzburg durchschneidet das Gebiet. Nur im Süden des Areals sind um Michelfeld mit dem Lindig und dem Rügerrieth (benannt nach der gleichnamigen Wüstung), sowie dem Mühlholz bei Willanzheim kleinere Waldflächen zu finden.

## Landschaftscharakteristik
Die Mainbernheimer Ebene präsentiert sich als eine überwiegend flachwellige Ebene. Sie unterscheidet sich von dem weiter im Norden anschließenden Albertshofener Flugsandgebiet durch geringere Dünenbildung. Hier zerschneiden mehrere, kleinere Mainzuflüsse, wie der Sickersbach und der Bimbach das eigentlich ebene Gebiet. Die Mainbernheimer Ebene bildet die letzte flache Zone im Steigerwaldvorland vor dem Anstieg in Richtung des Mittelgebirges.
Die Nutzung durch den Menschen brachte eine Ackerbaugegend hervor, die eng mit den Gäuflächen weiter im Süden verwandt ist. In den Talflächen der Mainzuflüsse bildeten sich Dauergrünflächen aus. Seltener ist heute der Obstbau zu finden, der hier allerdings auch eine jahrhundertealte Tradition aufweist. Die potentielle natürliche Vegetation (ohne Eingriffe des Menschen) würde hier ausgedehnte Auwälder mit Eschen und Ulmen hervorbringen und von einigen Fichten durchsetzt sein.

## Schutzgebiete
Der Naturraum ist mit Schutzgebieten nahezu aller Schutzkategorien durchsetzt. Im Norden um Großlangheim und Rödelsee überwiegen Vogelschutzgebiete, die allesamt Teil des sogenannten Südlichen Steigerwaldvorlandes sind. Die Wälder zwischen Willanzheim, Mainbernheim und Tiefenstockheim sind als Fauna-Flora-Habitat ebenso ausgewiesen, wie der Flugplatz Kitzingen, der heute der wirtschaftlichen Nutzung entzogen ist. Mit dem Marktstefter Tännig ragt ein Naturschutzgebiet vom Maintal aus in den Naturraum hinein.

## Klima, Geologie und Tektonik
Klimatisch wird die Mainbernheimer Ebene von geringen Niederschlägen geprägt, die allerdings auch für die angrenzenden Gebiete typisch sind. Mit seinen hohen, mittleren Sommertemperaturen nimmt das Areal aber eine Sonderstellung ein. Einige Stellen sind von Frühjahrsfrösten gefährdet und werden als sogenannte Kaltluftseen bezeichnet. In diesen Gebieten auf der Ebene ist der Obstbau nicht rentabel.
Geologisch wird das Gebiet von ausgedehnten Lettenkeuperböden geprägt, die allerdings teilweise übersandet wurden. Die Weichheit des Lettenkeupers begünstigte die Zerschneidung der Mainbernheimer Ebene von den kleinen Mainzuflüssen. Das Areal unterscheidet sich insbesondere von der Hellmitzheimer Bucht in seiner Bodenzusammensetzung, weil hier Sande auf Lösslehmböden zu finden sind.